# Federico Santander
Federico Santander Javier Меreles (ur. 4 czerwca 1991 w San Lorenzo) – paragwajski piłkarz, występujący na pozycji napastnika. Obecnie zawodnik Bologna FC oraz reprezentacji Paragwaju.

## Kariera
Santander swoją karierę rozpoczął w młodzieżowych drużynach Guaraní, gdzie był wyróżniającym się zawodnikiem i wraz z drużyną U-20 wygrał międzynarodowy turniej towarzyski w Walencji. Od tej pory Federico przyciągnął zainteresowanie wielu klubów co zaowocowało zaproszeniem na testy w zespole A.C. Milan. W 2008 roku, w wieku 16 lat zadebiutował w pierwszej drużynie Guaraní, strzelając bramkę na 5-2 w wygranym meczu przeciwko nad Tacuary. 31 sierpnia 2010 r. podpisał kontrakt z francuską ekipą Toulouse FC.
W lutym 2012 roku przeszedł do Racing Club z którym związał się trzyletnim kontraktem.
W lipcu 2012 roku, Santander dołączył do występującej w argentyńskiej Primera División drużynie Tigre na zasadzie rocznego wypożyczenia, chociaż jego macierzysty klub Guarani chciał sprowadzić go z powrotem do Paragwaju. W sezonie 2012/13 Federico otrzymał koszulkę z numerem 24, a debiut w nowym zespole nastąpił 6 sierpnia 2012 roku w przegranym 2-1 meczu przeciwko Estudiantes de la plata.

### Transfer do FC København

#### Sezon 2015/16
14 czerwca 2015 roku, Santander podpisał pięcioletni kontrakt z drużyną duńskiej Superligi FC København. W lidze zadebiutował 2 sierpnia 2015 roku przeciwko SønderjyskE Fodbold notując dwie asysty przy bramkach Thomasa Delaneya i Williama Кvista. Trzy dni później zdobył swoją pierwszą bramkę w przegranym 2-3 meczu z FC Jablonec w ramach III rundy kwalifikacji Ligi Europy UEFA. 16 maja 2016 roku, strzelił dwie bramki w meczu ligowym przeciwko FC Nordsjaelland, po którym jego zespół zapewnił sobie mistrzostwo kraju. W swoim pierwszym sezonie w Kopenhadze został sklasyfikowany na trzecim miejscu klasyfikacji strzelców z 14 golami na koncie i 4 asystami.

#### Sezon 2016/17
24 sierpnia 2016 roku, bramka Santandera dała jego drużynie zwycięstwo w dwumeczu przeciwko cypryjskiemu APOEL-owi, dzięki czemu FC København zakwalifikowała się do fazy grupowej Ligi Mistrzów UEFA.

## Kariera reprezentacyjna
28 września 2009 roku, podczas Mistrzostw Świata U-20 w Egipcie, Santander strzelił pierwszą bramkę dla reprezentacji Paragwaju U-20 w meczu przeciwko drużynie Egiptu.
W dorosłej reprezentacji zadebiutował jako zamiennik Roque Santa Cruza, 9 października 2010 roku w przegranym 1-0 meczu przeciwko Australii w Sydney.

### Bramki w reprezentacji
| #  | Data           | Miejsce                                                           | Przeciwnik | Gol | Wynik | Rozgrywki       |
| -- | -------------- | ----------------------------------------------------------------- | ---------- | --- | ----- | --------------- |
| 1. | 4 czerwca 2011 | Estadio Ramón Tahuichi Aguilera, Santa Cruz de la Sierra, Boliwia | Boliwia    | 0–2 | 0–2   | mecz towarzyski |

## Tytuły

### Klub
Kopenhaga
- Duńska Superliga: 2015-16
- Puchar Danii: 2015-16